# Los perros
Los perros (también conocida como Mariana en Europa) es una película chilena de producción internacional de 2017. Es el segundo largometraje de la directora chilena Marcela Said, y con un guion escrito por ella misma. Fue estrenada en mayo de 2017 en la Semana de la Crítica del Festival de Cannes, y posteriormente presentada con éxito en diversos festivales internacionales, incluyendo el  Festival de San Sebastián, donde obtuvo el Primer Premio en la sección Horizontes Latinos. La directora entrega aquí una reflexión moral sobre una clase acomodada que, ya sea por acción u omisión fue cómplice y beneficiaria de la dictadura en Chile y hasta el momento todavía guarda un confortable silencio sobre sus culpas. La historia es parcialmente autobiográfica, ya que el personaje del antiguo coronel, incurso en violaciones a los derechos humanos, fue en la vida real un instructor de equitación de Said, la directora, en los precisos momentos en que esperaba su condena. Un tema de responsabilidades que ya fue usado anteriormente en su documental El Mocito (2011). La película fue estrenada comercialmente en Francia bajo el título de Mariana el 13 de diciembre de 2017 y en Chile con su nombre original el 15 de marzo de 2018. El 12 de septiembre de 2018 fue seleccionada para representar a Chile en la XXXIII edición de los Premios Goya.

## Argumento
Mariana vive cómodamente, rodeada de su esposo, su padre, y sus conocidos. Todos ellos pertenecientes a una alta y adinerada clase social chilena. Acostumbrada al dominio paterno, ella se somete al yugo machista y patriarcal, recibiendo inyecciones para quedar embarazada, y así perpetuar el linaje. Pero su interés, luego su deseo por un excoronel convertido ahora en su maestro de equitación y mucho mayor que ella, de repente revuelve suciedades que a su séquito le gustaría conservar debajo de la alfombra. Poco a poco, aunque sin mucha convicción, Mariana irá descubriendo el rol que su entorno jugó en la pasada dictadura chilena, y la relación ambigua y mórbida con su maestro revelará la cara de una sociedad que ha sabido convivir con los horrores de ese pasado, sin cuestionarse ni querer buscar algún tipo de enjuiciamiento que altere la tranquilidad y el estatus con que esa misma dictadura les ha beneficiado.

## Reparto
- Antonia Zegers, Mariana
- Alfredo Castro, Juan, un excoronel
- Alejandro Sieveking, Francisco, padre de Mariana
- Rafael Spregelburd, Pedro, esposo de Mariana
- Elvis Fuentes, un policía

## Premios y nominaciones
| Lista de premios y nominaciones | Lista de premios y nominaciones                                    | Lista de premios y nominaciones     | Lista de premios y nominaciones | Lista de premios y nominaciones | Lista de premios y nominaciones |
| Año                             | Premio                                                             | Categoría                           | Receptor                        | Resultado                       | Ref(s)                          |
| ------------------------------- | ------------------------------------------------------------------ | ----------------------------------- | ------------------------------- | ------------------------------- | ------------------------------- |
| 2017                            | Festival de Cannes                                                 | Gran Premio Semana de la Crítica    | Los perros                      | Nominada                        | [ 8 ]                           |
| 2017                            | Festival de Cine de Múnich                                         | Mención de honor Cinevision Award   | Los perros                      | Ganadora                        | [ 9 ]                           |
| 2017                            | Festival de Cine de Milán                                          | Mejor largometraje                  | Los perros                      | Nominada                        | [ 10 ]                          |
| 2017                            | Festival Internacional de Cine de San Sebastián                    | Primer Premio Horizontes Latinos    | Los perros                      | Ganadora                        | [ 11 ]                          |
| 2017                            | Festival de Cine Latinoamericano de Biarritz                       | Premio del Jurado                   | Los perros                      | Ganadora                        | [ 12 ]                          |
| 2017                            | Festival Internacional de Cine de Chicago                          | Premio nuevos directores            | Marcela Said                    | Nominada                        | [ 13 ]                          |
| 2017                            | Festival Internacional de Cine de Estocolmo                        | Mejor Película                      | Los perros                      | Nominada                        | [ 14 ]                          |
| 2017                            | Festival Internacional de Cine de Estocolmo                        | Mejor Actriz                        | Antonia Zegers                  | Ganadora                        | [ 14 ]                          |
| 2017                            | Festival Internacional de Cine de Calcuta                          | Mejor Película                      | Los perros                      | Ganadora                        | [ 15 ]                          |
| 2017                            | Festival Internacional de Cine de El Cairo                         | Mejor Película                      | Los perros                      | Nominada                        | [ 16 ]                          |
| 2017                            | Festival Internacional de Cine de El Cairo                         | Mejor Guion                         | Marcela Said                    | Ganadora                        | [ 16 ]                          |
| 2017                            | Premio Fénix                                                       | Mejor Actriz                        | Antonia Zegers                  | Nominada                        | [ 17 ]                          |
| 2017                            | Festival Internacional del Nuevo Cine Latinoamericano de La Habana | Premio de la Prensa Cinematográfica | Los perros                      | Ganadora                        | [ 18 ]                          |
| 2017                            | Festival Internacional de Cinema de Tarragona                      | Mejor Película/Opera prima          | Los perros                      | Ganadora                        | [ 19 ]                          |
| 2018                            | Premios Cóndor de Plata                                            | Mejor Película Iberoamericana       | Los perros                      | Nominada                        | [ 20 ]                          |
| 2018                            | Premios Platino                                                    | Mejor Actor                         | Alfredo Castro                  | Ganador                         | [ 21 ]                          |
| 2018                            | Premios Platino                                                    | Mejor Actriz                        | Antonia Zegers                  | Nominada                        | [ 22 ]                          |

## Crítica especializada
La película ha recibido críticas mayoritariamente positivas desde su estreno en Cannes. 
El sitio web Rotten Tomatoes arroja calificaciones positivas en un 69% luego de evaluar 13 críticas internacionales. 
Jessica Kiang en Variety valora a la directora Said haciendo referencia a la temática de crítica social de la película, a sus protagonistas, y al equipo: "Marcando no solo una sumamente segura e intrigante segunda entrega, sino creando su propio nicho oblicuo de asesinato burgués, fríamente cortado al mismo tiempo"........"En esta caracterización intrincada, nihilista y minimalista, a Said le ayuda inmensamente su elenco, en particular Zegers y Castro, reunidos después de la estupenda y no suficientemente vista "El Club" de Pablo Larraín. Esta es una película que vive en el reluciente ónix de la mirada impermeable de Castro y la sonrisa vulpina que nunca alcanza a los ojos glaciales de Zegers".......   "No obstante lenta y escalofriante, la precisa dirección de Said, desde la fotografía suave y mate de George Lechaptois hasta la sintética partitura a lo Hitchcock de Grégoire Auger, así como las actuaciones esculpidas en hielo de Zegers y Castro, atrae la atención de todas maneras". 
No muy entusiasta, Todd McCarthy en The Hollywood Reporter desmenuza largamente el tema social y las motivaciones de sus personajes, pero sobre la película misma escribe: "La directora hace avanzar las cosas a buen ritmo, aunque la película es estilísticamente prosaica, y no deja claro el por qué los antiguos colaboradores de Pinochet solo ahora están siendo acusados de cargos".
En Francia, la página informativa AlloCiné recopila una valoración positiva de 3,3 sobre 5 puntos, en 17 críticas para Mariana (Los perros) en reseñas francesas. Claudine Levanneur en aVoir-aLire le otorga 4 estrellas sobre 5: "....Esta emancipación familiar y política le permite a Marcela Said dibujar el retrato entrañable de un personaje en el quiebre, encarnada generosamente por Antonia Zegers, a su vez frágil o insolente, conmovedora o intrigante, que aplasta con su imprevisible energía a su compañero Alfredo Castro, y cuya capacidad de pasar sin problemas de la sombra a la luz genera admiración......En la elección de atribuirle finalmente a su personaje principal un aspecto más servil que heroico, la directora cumple con la misión que se ha propuesto: hacer cine no para complacer, sino para reflexionar".
L'Obs en su reseña semanal de estrenos acota: "Película extraña, donde se cuestiona la autoridad, la virilidad y la falta de amor, y donde ningún personaje es digno de simpatía: todo es helado, todo es lento. Es necesario dejarse llevar por la dirección muy precisa y por la música de Grégoire Auger, perfectamente de acuerdo. Para los que aman las Lecciones de Tinieblas, hermosas y austeras".
Por su parte, Maël Mubalegh en Critikat la califica negativamente con 2 estrellas sobre 5: "La mayoría de las veces, Mariana se contenta con desplegar los pasajes obligatorios de un escenario demasiado predecible donde los esperados giros se desvanecen completamente".